# Hit Mania Champions 2014
Hit Mania Champions 2014 è una compilation di artisti vari facente parte della serie Hit Mania e uscita nei negozi il 4 marzo 2014.
È stata pubblicata in versione singola (da un CD) e in versione cofanetto (da 4CD) contenente anche: CD2: STREET ART - Urban Sounds vol.5, CD3: NEXT - Social Music App. Vol.2, CD4: HOUSE MANIA EDM Vol.2.
La compilation è mixata dal DJ Mauro Miclini.
La copertina è stata curata e progettata da Gorial.

## Tracce
1. Katy Perry – Roar – 3:48
2. Avicii – Hey Brother – 3:20
3. Afrojack – The Spark – 3:03
4. Klingande – Jubel (2elements & Dave Kurtis Rmx) – 3:14
5. Pitbull – Timber (feat. Ke$ha) – 2:58
6. Icona Pop – All Night – 3:01
7. Elen Levon – Wild Child – 2:53
8. Fly Project – Toca Toca – 2:52
9. Calvin Harris – Under Control – 2:55
10. Hardwell – Dare You – 3:43
11. Tiësto – Red Lights – 3:12
12. Storm Queen – Look Right Through – 2:40
13. Dirty Vegas – Let The Night – 2:41
14. Saule – Dusty Men – 3:01
15. As Animals – I See Ghost – 3:09
16. Nick Howard – Untouchable – 3:15
17. OneRepublic – Counting Stars – 3:43
18. John Newman – Cheating – 3:01
19. Max Pezzali – I cowboy non mollano – 4:05
20. Ozark Henry – I'm Your Sacrifice – 3:29
21. Stromae – Tous les mêmes – 3:29
22. Y'Akoto – Without You – 2:32
23. Robbie Williams – Go Gentle – 3:35
24. Passenger – Let Her Go – 4:09

Durata totale: 77:48